# Аль-Мугира
Абу Абдаллах аль-Мугира ибн Шуба ибн Аби Амир ибн Масуд аль-Сака (араб. المغيرة بن شعبة بن أبي عامر بن مسعود الثقفي‎, Abū ʿAbd Allāh al-Mughīra ibn Shuʿba ibn Abī ʿĀmir ibn Masʿūd al-Thaqafī; 600 – 671) — видный сподвижник исламского пророка Мухаммеда и был известен как один из четырёх «проницательных арабов» (духат аль-Араб). Он принадлежал к племени сакиф из Таифа, которые были частью ранней исламской элиты. Он служил губернатором Куфы, одного из двух главных арабских гарнизонов и административных центров Ирака, при праведном халифе Умаре в 642–645 годах. В преклонном возрасте аль-Мугира снова был назначен губернатором Куфы и служил при халифе Омейядов Муавии I с 661 года до своей смерти в 671 году. Во время своего второго губернаторства он правил фактически независимо от халифа.

## Биография

### Ранний период жизни
Аль-Мугира был сыном Шубы ибн Аби Амира и принадлежал к клану Бану Муаттиб племени Бану Сакиф из Таифа. Его клан был традиционным защитником святыни Аллат, одного из многих арабских политеистических божеств, которым поклонялись в доисламский период. Его дядей был Урва ибн Масуд, сподвижник исламского пророка Мухаммеда. Аль-Мугира предложил свои услуги последнему в Медине после того, как был изгнан из Таифа за нападение и ограбление его соратников во сне, когда они путешествовали вместе. Мухаммед и зарождающаяся мусульманская община нашли убежище в Медине в результате своего изгнания из Мекки. Мухаммед с помощью аль-Мугиры убедил Сакиф принять ислам. Он участвовал в попытке паломничества мусульман в Мекку, которая была остановлена курайшитами в Худайбийе в апреле 628 года. Позже, когда Таиф подчинился мусульманскому правлению в 630 году, аль-Мугире было поручено наблюдать за разрушением святыни аль-Лат.

### Служба при Праведных халифах
Мухаммед умер в 632 году, и руководство зарождающимся мусульманским государством перешло к Первому праведному халифу Абу Бакру (годы правления 632–634), который оставил аль-Мугиру на некоторых административных должностях. Большинство высокопоставленных государственных должностей достались членам курайшитов, племени, к которому принадлежали Мухаммед и Абу Бакр. В августе 636 года в битве при Ярмуке аль-Мугира потерял зрение на один глаз. Второй праведный халиф Умар (годы правления 634–644) назначил его губернатором Басры, гарнизонного города, основанного арабами, который использовался в качестве плацдарма для арабского завоевания Персии.
В 642 году Умар назначил аль-Мугиру губернатором Куфы, другого арабского гарнизонного города Ирака. Два года спустя бывший раб аль-Мугиры, известный как Абу Лулуа, убил Умара, когда тот молился в Медине. Преемник Умара, третий праведный халиф Усман (годы правления  644–656), оставил аль-Мугиру губернатором еще на год, пока его не заменил Саад ибн Абу Ваккас. В 656 году Аль-Мугира отошёл от общественной жизни и вернулся в Таиф после восшествия на престол четвёртого праведного халифа Али (годы правления 656–661) после убийства Усмана. Из своего родного города он наблюдал за хаотическими событиями Первой мусульманской гражданской войны между сторонниками Али, сделавшим Куфу своей столицей, и основной частью курайшитов, выступавших против халифата Али. В 657 году Али и Муавия ибн Абу Суфьян, правитель Сирии, взявший на себя обязательство отомстить за смерть своего родственника Омейядов Усмана, решили урегулировать битву при Сиффине путем арбитража, аль-Мугира, без приглашения ни одной из сторон, присутствовал на переговорах в Адхрухе.

### Омейядский правитель Куфы
Во время хаоса, наступившего после убийства Али в 661 году, Аль-Мугира, по-видимому, подделал письмо Муавии, который с тех пор претендовал на халифат, в котором Аль-Мугира получал полномочия возглавить ежегодное паломничество - хадж к Каабе в Мекке. По словам бельгийского востоковеда и арабиста Анри Ламменса, «шокирующая мораль» Аль-Мугиры, отсутствие привязанности к Алидам (родственникам и сторонникам Али), невовлеченность в «зависть курайшитов [sic]» , а также ограниченность ансаров » (еще одна фракция мусульманской элиты) и принадлежность к «умному и предприимчивому племени сакиф [sic] » — все это привлекло внимание Муавии, который вновь назначил его губернатором Куфы в 661 году. Аль-Мугира был известен в традиции как один из главных «проницательных людей» своей эпохи, «который мог выбраться из самых безнадежных ситуаций». Действительно, он смог поддерживать относительно теплые отношения с влиятельными Алидами Куфы и использовал их для противодействия их врагам, хариджитам. Последние состояли из бывших сторонников Али, которые отступили от него в результате арбитража с Муавией, убили его и продолжили восстание против властей в Ираке. По словам Ламменса, «стравив их [Алидов и хариджитов] друг против друга, он обезвредил самые опасные элементы беспорядка в своей провинции». Более того, «сочетая мягкость и проницательность, и зная, когда закрыть глаза, аль-Мугира преуспел в избежание отчаянных мер» против политически неспокойных фракций Ирака и смог сохранить свое губернаторство. Мусульманский историк Аль-Балазури упоминает в своей книге «Родословия знатных» (араб. أنساب الأشراف‎; Ансаб аль-Ашраф), что Мугира ибн Шуба говорил: «Аллах, прокляни такого-то (имея в виду Али), ибо он ослушался того, что в Твоей Книге, и отказался от сунны Твоего Пророка, разделил единство, пролил кровь и был убит как угнетатель». Существует версия, что он предложил Муавии назначить своего сына Язида своим преемником-халифом.

## Смерть
Аль-Мугира умер от чумы где-то между 668 и 671 годами в возрасте 70 лет. По словам историков аль-Вакиди (ум. 823) и аль-Мадаини (ум. 843), аль-Мугира умер в августе или сентябре 670 года. Его преемником стал Зияд ибн Абихи, которого он готовил в качестве своего преемника. Став губернатором Ирака в 694 году, аль-Хаджадж ибн Юсуф назначил сыновей аль-Мугиры аль-Мутаррифа, Урву и Хамзу своими заместителями губернаторов в аль-Мадаине, Куфе и Хамадане соответственно из-за их общего сакифского происхождения.